# Отто Вюнше
Отто Вюнше (нім. Otto Wünsche; 28 вересня 1884, Дуйсбург — 23 березня 1919, Кіль) — німецький офіцер-підводник, капітан-лейтенант кайзерліхмаріне. Кавалер ордена Pour le Mérite.

## Біографія
1 квітня 1902 року вступив на флот. 1 жовтня 1913 року переведений в підводний флот. Після проходження підготовки 9 травня 1913 року призначений командиром підводного човна SM U-25. Учасник Першої світової війни. З 22 вересня 1915 по 15 вересня 1917 року — командир SM U-70, з 14 жовтня 1917 по 12 січня 1918 року — SM U-97, з 7 жовтня по 11 листопада 1918 року — SM U-126.
Всього за час бойових дій потопив 76 транспортних кораблів загальною водотоннажністю 152 340 тонн і британський шлюп (1290 тонн), а також пошкодив 6 транспортних кораблів (25 317 тонн).
Після війни захворів і 23 листопада 1918 року взяв відпустку. Був знайдений мертвим в порту Кіля, причини смерті не були встановлені. Похований на Північному цвинтарі Кіля.

## Звання
- Морський кадет (1 квітня 1902)
- Фенріх-цур-зее (11 квітня 1903)
- Лейтенант-цур-зее (29 вересня 1905)
- Оберлейтенант-цур-зее (30 березня 1908)
- Капітан-лейтенант (15 листопада 1913)

## Нагороди
- Залізний хрест 2-го і 1-го класу
- Військовий хрест Фрідріха-Августа (Ольденбург)
- Королівський орден дому Гогенцоллернів, лицарський хрест з мечами (14 травня 1917)
- Pour le Mérite (20 грудня 1917)

## Вшанування пам'яті
В 1940 році на честь Вюнше була названа плавуча база підводних човнів крігсмаріне.